# Astrid Guyart
Astrid Murielle Guyart (Suresnes, 17 de marzo de 1983) es una deportista francesa que compite en esgrima, especialista en la modalidad de florete. Su hermano Brice también compite en esgrima.
Participó en tres Juegos Olímpicos de Verano, obteniendo una medalla de plata en Tokio 2020, en la prueba por equipos (junto con Anita Blaze, Pauline Ranvier e Ysaora Thibus), el cuarto lugar en Londres 2012, por equipos, y el sexto en Río de Janeiro 2016, en la prueba individual.
Ganó seis medallas en el Campeonato Mundial de Esgrima entre los años 2005 y 2018, y ocho medallas en el Campeonato Europeo de Esgrima entre los años 2008 y 2018.

## Palmarés internacional
| Juegos Olímpicos   | Juegos Olímpicos        | Juegos Olímpicos  | Juegos Olímpicos    |
| Año                | Lugar                   | Medalla           | Prueba              |
| ------------------ | ----------------------- | ----------------- | ------------------- |
| 2020               | Tokio (Japón)           | Medalla de plata  | Florete por equipos |
| Campeonato Mundial |                         |                   |                     |
| Año                | Lugar                   | Medalla           | Prueba              |
| 2005               | Leipzig (Alemania)      | Medalla de bronce | Florete por equipos |
| 2013               | Budapest (Hungría)      | Medalla de plata  | Florete por equipos |
| 2014               | Kazán (Rusia)           | Medalla de bronce | Florete por equipos |
| 2015               | Moscú (Rusia)           | Medalla de bronce | Florete por equipos |
| 2016               | Río de Janeiro (Brasil) | Medalla de bronce | Florete por equipos |
| 2018               | Wuxi (China)            | Medalla de bronce | Florete por equipos |
| Campeonato Europeo |                         |                   |                     |
| Año                | Lugar                   | Medalla           | Prueba              |
| 2008               | Kiev (Ucrania)          | Medalla de bronce | Florete por equipos |
| 2009               | Plovdiv (Bulgaria)      | Medalla de bronce | Florete por equipos |
| 2012               | Legnano (Italia)        | Medalla de plata  | Florete por equipos |
| 2013               | Zagreb (Croacia)        | Medalla de plata  | Florete por equipos |
| 2014               | Estrasburgo (Francia)   | Medalla de bronce | Florete por equipos |
| 2015               | Montreux (Suiza)        | Medalla de bronce | Florete por equipos |
| 2016               | Toruń (Polonia)         | Medalla de bronce | Florete por equipos |
| 2018               | Novi Sad (Serbia)       | Medalla de bronce | Florete por equipos |